# Cheritra butleri
Cheritra butleri är en fjärilsart som beskrevs av Cowan 1965. Cheritra butleri ingår i släktet Cheritra och familjen juvelvingar. Inga underarter finns listade i Catalogue of Life.